# Матковський Євген Сергійович
Матковський Євген Сергійович (позивний — «депутат»; 3 травня 1990, Херсон, Українська РСР, СРСР — орієнтовно 27 грудня 2022, поблизу села Червонопопівка Сєвєродонецького району Луганської області, Україна) — військовослужбовець Збройних сил України, депутат Херсонської міської ради 7-го скликання від ВО «Свобода», футбольний функціонер.

### Життєпис
Народився 3 травня 1990 року у місті Херсоні, освіта Вища.
У шкільні роки Євген займався легкою атлетикою, був призером обласних змагань та чемпіонатів України. 
Працював eкструдерником у ТОВ «Амалтея» (м. Херсон).
Кандидат в народні депутати України від Всеукраїнського об'єднання «Свобода» у 2012 році.
Активний учасник Євромайдана.
У 2014 році одружився з львів'янкою - Іриною Пристайко , шлюб протримався не довго, та вже восени 2016 року пара розлучилась . 
У 2015 році від Всеукраїнського об'єднання «Свобода» брав участь у виборах до Херсонської міської ради 7-го скликання. Балотувався по мажоритарному округу № 53. Також очолював виборчий список ВО «Свобода». Обраний за списком.
У червні 2016 року став генеральним директором футбольного клубу «Кристал» (Херсон)

У квітні 2017 року на Євгена Матковського був скоєний напад, який той пов'язав із своєю політичною діяльністю:
«Сьогодні ввечері, коли я вертався з тренування, біля мого будинку на мене напали двоє невідомих. Дуже не по-чоловічому, нанісши декілька ударів зі спини.  За декілька годин до цього біля будинку ходили невідомі, питали у рідних, де я знаходжусь, називались моїми знайомими. Можу пов'язати напад з моєю політичною діяльністю. Але хочу сказати нападникам та замовникам — якщо ви думаєте, що цим можете змінити мої погляди, то дуже помиляєтесь.  Про подію повідомили правоохоронні органи»
У квітні 2018 року призначений виконуючим обов'язки директора КП "Господарська організація «Бюро естетики міського середовища та зовнішньої реклами».
Восени 2020 року балотувався до Херсонської міської ради від Батьківщини. Обраний не був.
Під час повномасштабного російського вторгнення в Україну Євген Матковський пішов у ЗСУ. Воював у складі військової частини А1126: 25 бригада, 3 батальйон, 8 рота. Мав позивний «Депутат».

### Футбольна діяльність
У червні 2016 року став генеральним директором футбольного клубу «Кристал» (Херсон), але у 2017 році клуб знявся з професійних змагань та згодом був переформатований у Комунальне підприємство.
Євген Матковський взяв активну участь у створенні Комунального підприємства «Муніципальний футбольний клуб „Кристал“ Херсон» Херсонської міської ради.
Перебуваючи у статусі депутата міської ради, разом з відомою громадською діячкою Катериною Гандзюк вплинув на формування «більшості» голосів при голосуванні за створення клубу..
У 2021 році на запрошення директора клубу Володимира Лебідя став працювати начальником команди «Кристал» Херсон.
У підлітковому віці вступив до фанатського руху футбольного клубу «Кристал» Херсон, де був відомий під прізвиськом «Плафон».

### Загибель
У вересні 2022 року вступив до лав Збройних сил України, був солдатом 25-ї ОПДБр (в/ч А1126). Служив у 8-й роті 3-го батальйону. Вважався зниклим безвісти з 27 грудня 2022 року. Останній раз виходив на зв'язок 26 грудня 2022 року поблизу села Червонопопівка Сєвєродонецького району Луганської області, де його підрозділ вів наступальні дії.
У Жовтні 2024 року за результатами тесту ДНК було підтверджено загибель Євгена Матковського.
Похований 5 листопада у Києві.

### Сім'я
Батько - Матковський Сергій Іванович (02 червня 1950 - 29 січня 2006 року). Працював на херсонській кондитерській фабриці. 
Мати - Матковська Світлана Олександрівна (03 квітня 1966 р.н. - 05 лютого 2024 року). Домогосподарка. 
Сестра - Матковська Ганна Сергіївна (15 жовтня 1995)

Євген Матковський (Плафон) на секторі фанатів херсонського "Кристала"